# Easy Love
Easy Love ist ein deutscher dokumentarischer Spielfilm von Tamer Jandali aus dem Jahr 2019, der verschiedene junge Paare in ihrem Sex- und Liebesleben inszeniert.

## Handlung
Sören hat Erfolg bei Frauen, bei denen er dann jeweils gleich einzieht. Und unverbindlich bleibt, bis er sich in Maria verliebt. Stella und Nic experimentieren mit der freien Liebe. Sophia findet Sex und Geld via die App Ohlala, die eine Mischung ist aus Dating App und Sexarbeits-Vermittlung. Und streitet mit ihrer Mutter, ob das feministisch sei. Lenny hat eine lesbische Beziehung mit Pia und fürchtet, dass Pia Homosexualität nur einmal ausprobieren will, bevor sie sich wieder Männern zuwendet.

## Rezeption
Easy Love hatte Uraufführung an den Internationalen Filmfestspielen Berlin 2019. Die taz attestierte „genau beobachtete Szenen, die in loser Dramaturgie, aber ohne betonte Zuspitzung andeuten, wie schwierig es fällt, das theoretisch wunderbar funktionierende Lebensmodell mit den Fallstricken der Praxis in Einklang zu bringen.“

## Auszeichnungen
- 2019 Filmpreis Made in NRW[4]